# مجموعه بازارهای قدیمی بم
مجموعه بازارهای قدیمی بم  مربوط به دوره صفوی - دوره قاجار است و در بم، مرکز شهر، مجاور امامزاده اسیری واقع شده و این اثر در تاریخ ۱۱ دی ۱۳۸۰ با شمارهٔ ثبت ۴۶۰۲ به‌عنوان یکی از آثار ملی ایران به ثبت رسیده است.